# Ánavatn
Ánavatn är en sjö på Island. Dess yta är 4.9 km2.